# مستر ساکسوبیت
«مستر ساکسوبیت» (انگلیسی: Mr. Saxobeat) ترانه‌ای از الکساندرا استن، خوانندهٔ اهل رومانی است که در سال ۲۰۱۰ میلادی به عنوان دومین تک‌آهنگ از نخستین آلبوم استودیویی او، ساکسوبیتز (۲۰۱۱) منتشر شد. این قطعه را مارشل پرودان و آندری نمیرشی نوشته و تهیه کرده‌اند و در استودیوی مان آنها ضبط شده‌است. از نظر موسیقایی، «مستر ساکسوبیت» یک ترانه یورودنس و یورودنس با سینث‌سایزر، تکنو و ساکسوفون است. متن شعر چشم‌انداز خواننده از یک مرد کامل را انعکاس می‌دهد. تحویل آوازی او توسط یک منتقد موسیقی به خوانندۀ باربادوسی، ریانا تشبیه شده‌است.
این تک‌آهنگ در چارت‌های ایتالیا، دانمارک، سوئیس، اتریش، در رتبه اول و در چارت‌های، اسکاتلند، فرانسه، ایرلند، نروژ، اسپانیا، فنلاند، سوئد، نیوزلند، بریتانیا، جزو ده ترانه اول قرار گرفت.